# Cal Posas (Vilafranca del Penedès)
Cal Posas és una casa de Vilafranca del Penedès (Alt Penedès) protegida com a Bé Cultural d'Interès Local.

## Descripció
Cal Posas és un edifici entre mitgeres fent cantonada, amb pati posterior, destinat a habitatge unifamiliar.
La planta de l'edifici és irregular i fa una corba a la façana. Es compon d'un cos central de planta semisoterrani, entresolat, planta baixa (en part), dues plantes pis i golfa i amb un pis menys a la façana posterior, i dos cossos laterals de planta baixa, planta pis i golfa. Consta de dues crugies paral·leles i dues perpendiculars a façana al cos central amb escala de quatre trams d'accés a cada planta, situada a una de les crugies perpendiculars. A la golfa s'hi accedeix per una escala secundària. Les cobertes són a dues vessants a diferent nivell.
Les parets de càrrega són de paredat comú i totxo. Els forjats són de biga de fusta i revoltó de rajola. Les cobertes són de teula àrab sobre estructura de bigues, llates de fusta i rajola. Les escales són de volta a la catalana.
La façana de la plaça es compon segons eixos verticals. Trobem un cos principal central i dos cossos laterals d'alçada inferior. La porta principal és d'arc rebaixat i portes secundàries amb llinda i amb arc de mig punt. Els balcons tenen obertura amb llinda i arc rebaixat. Les finestres de la planta pis són amb llinda. Trobem ulls de bou el·líptics (un d'ells transformat en balcó). El coronament és un ràfec de maó i tortugada. La façana posterior té balcons amb obertura d'arc rebaixat i ulls de bou el·líptics. La façana lateral té balcó d'obertura d'arc rebaixat i finestres amb llinda. Les obertures generalment són emmarcades amb pedra.